# Mewstone (ö i Australien)
Mewstone är en ö i Australien. Den ligger i delstaten Tasmanien, i den sydöstra delen av landet, omkring 120 kilometer sydväst om delstatshuvudstaden Hobart.